# ميدان حدائق القبة
ميدان حدائق القبة  هو واحد من ميادين مدينة القاهرة.

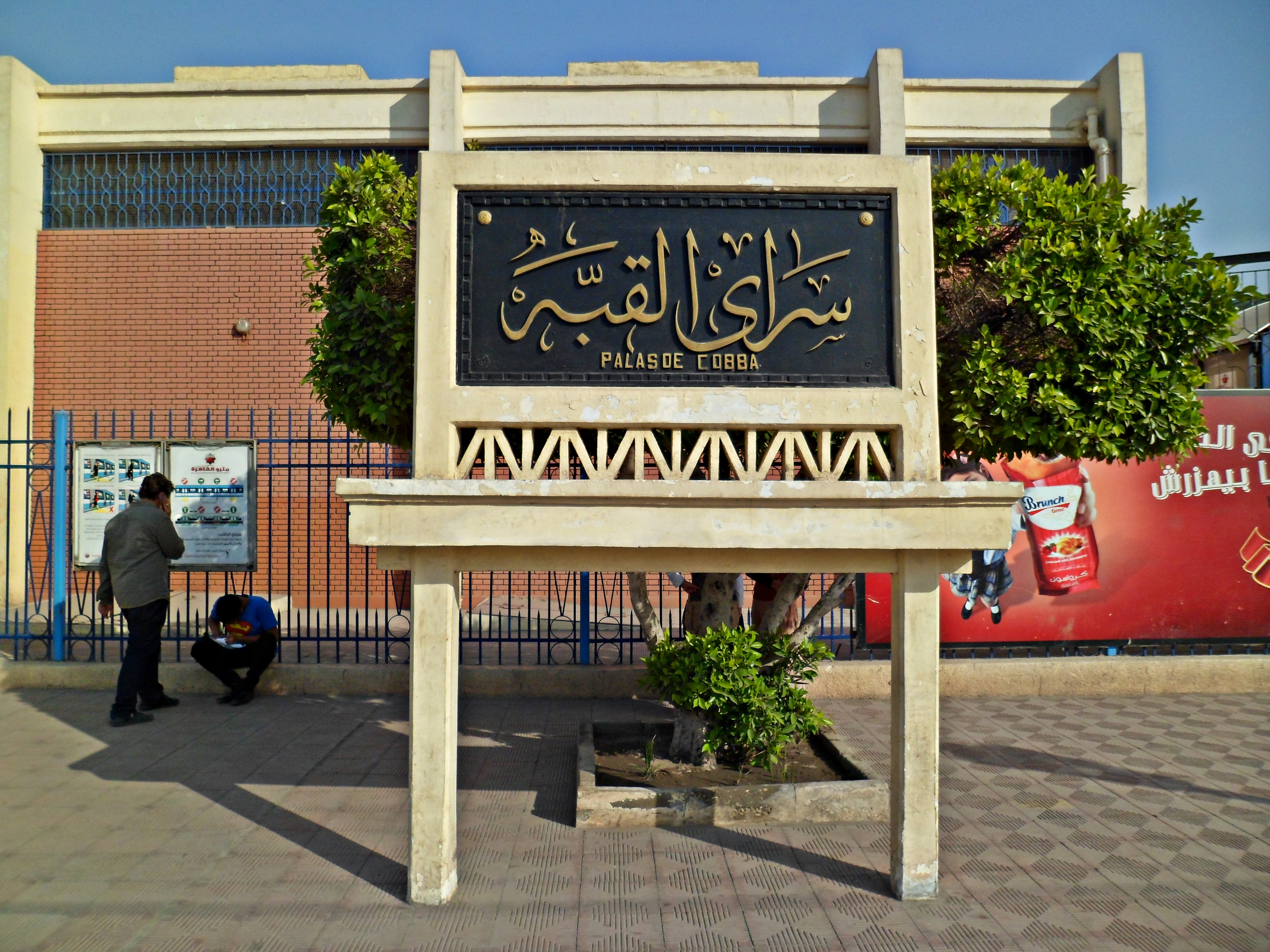
محطة سراي القبة على أحد خطوط مترو القاهرة

## شوف
- ميدان التحرير
- وسط القاهرة
- ميادين القاهرة

1. ↑  "نائب محافظ القاهرة يتابع مشروع تطوير ميدان حدائق القبة". الوطن. 26 مايو 2025. اطلع عليه بتاريخ 2025-06-06.